# Ashley Shields
Ashley Shields (ur. 5 lipca 1985 w Memphis) – amerykańska koszykarka występująca na pozycji rozgrywającej.
W trakcie swojej kariery zaliczyła też obozy szkoleniowe z Atlanta Dream (2009) i Los Angeles Sparks (2012).

## Osiągnięcia
Stan na 7 czerwca 2016, na podstawie, o ile nie zaznaczono inaczej.
Drużynowe
- Mistrzyni:
  - WNBA (2008)[2]
  - Izraela (2012)
- Wicemistrzyni Izraela (2013)
- Zdobywczyni pucharu Izraela (2013)

Indywidualne
- Zawodniczka Roku ligi izraelskiej (2013 według Eurobasket.com)
- MVP pucharu Izraela (2013)
- Najlepsza zawodniczka sezonu występująca na pozycji obrońcy (2013 według Eurobasket.com)
- Defensywna Zawodniczka Roku ligi izraelskiej (2015 według Eurobasket.com)
- Uczestniczka meczu gwiazd PLKK (2010)[3]
- Zaliczona do II składu ligi izraelskiej (2015 według Eurobasket.com)
- Liderka:
  - strzelczyń:
    - PLKK (2009, 2010 – sezonu regularnego)[4]
    - ligi izraelskiej (2011)

  - w przechwytach ligi izraelskiej (2013)